# ロジャー・シェパード

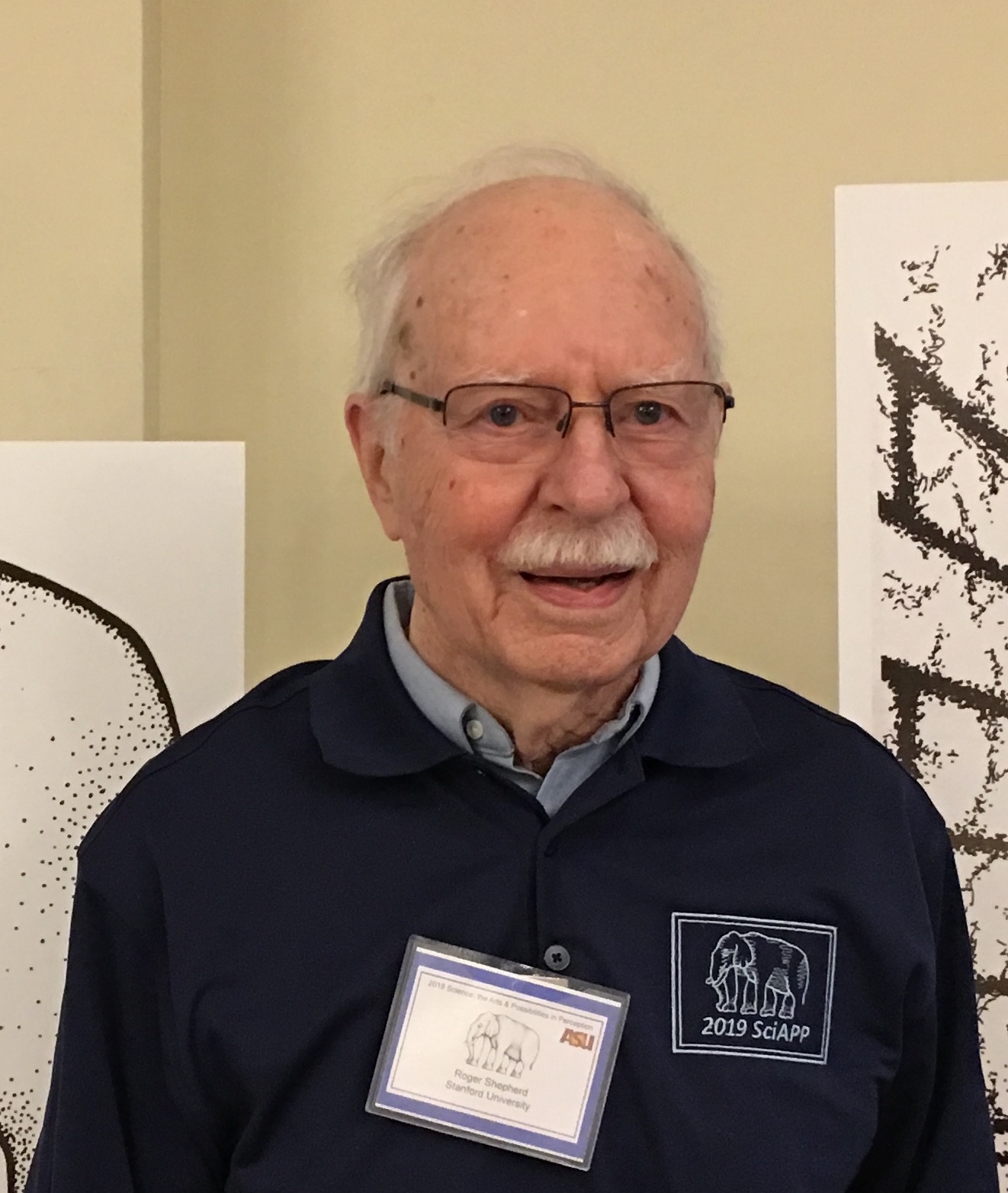
Roger Shepherd (2019)

ロジャー・シェパード（Roger Newland Shepard, 1929年1月30日 - ）は、アメリカ合衆国の認知科学者で、Toward a Universal Law of Generalization for Psychological Scienceの著者として知られる。空間的関係の研究の父と言われる。

## 来歴
カリフォルニア州パロアルト生まれ。シェパードは1955年にイェール大学のカール・ホブランドの元で心理学の博士号を取り、ハーバード大学のジョージ・ミラーの元でポストドクターの研究を行った。1995年には、認知科学の分野への貢献に対してアメリカ国家科学賞が贈られた。2006年にはラメルハート賞を受賞した。現在はスタンフォード大学の社会科学の名誉教授である。
弟子には、レダ・コスミデス、ジェニファー・フレイド、ダニエル・レビティン、ジオフリー・ミラーらがいる。